# Cătunu (okręg Teleorman)
Cătunu – wieś w Rumunii, w okręgu Teleorman, w gminie Poeni. W 2011 roku liczyła 396 mieszkańców.